# Jacques Marchand (musicien)
Ne doit pas être confondu avec Jacques Marchand.
Pour les articles homonymes, voir Marchand.
Œuvres principales
- Un dimanche à Poznan, poème symphonique
- Légende 1900, poème symphonique
- St-Florian, poème symphonique
- Les Quatre Éléments, concerto pour guitare et orchestre
- Poème concertant pour Cor des Alpes
- Concerto pour Clarinette et orchestre à cordes
- Nearer the stars, ballet pour violon seul
- Dorie, concertino pour flûte à bec et instruments Orff
- Cantate nordique pour chœur et orchestre
- Quatre jours dans la vie d’un homme, version orchestre à cordes et version quatuor à cordes.

Jacques Marchand est un compositeur et chef d’orchestre québécois, né en 1948 à Rouyn-Noranda.
Il est le fondateur de l’Orchestre symphonique régional de l'Abitibi-Témiscamingue.

## Biographie
Né à Rouyn-Noranda en 1948, Jacques Marchand, compositeur et chef d’orchestre, a fait ses études à la faculté de musique de l’Université McGill, dont il détient un baccalauréat en composition. Il a notamment étudié avec Harry Freedman, Alcide Lanza et Bengt Hembreus. Il a aussi étudié le piano à l'École supérieure de musique Vincent-d'Indy avec Paul Loyonnet.
Jacques Marchand a longtemps travaillé hors de sa région natale qu'est l'Abitibi-Témiscamingue. Pianiste, arrangeur et directeur musical pour Pauline Julien durant plus d'une décennie, il revient s'installer dans sa ville natale, Rouyn-Noranda, au cours des années 1980.  
C'est en 1987 qu'il lance l’Orchestre symphonique régional de l'Abitibi-Témiscamingue (OSRAT). Il est toujours à la barre de l'orchestre à ce jour,,,,. 
Mais la région a connu une autre expérience précédent l'orchestre symphonique. En début des années 1960,  elle portait le nom de Rouyn-Noranda Symphony Orchestra sous la direction de Mme Verna Jacobson.  
Aimé Mignault, fondateur et propriétaire de « Mignault Musique » à Rouyn-Noranda, et son fils Charles en faisaient partie. Aimé, au violon, et Charles, au violoncelle. Quelques années plus tard, Verna Jacobson quitte la région de l'Abitibi-Témiscamingue et l'orchestre s'éteint. Les pratiques de ce premier orchestre avaient lieu au centre récréatif de Noranda dans la salle de badminton. On y stockait aussi les lutrins et les partitions musicales. Quand Mme Jacobson a quitté la région, le centre récréatif a demandé aux propriétaires de « Musique Mignault » de récupérer l'armoire contenant les partitions de musique. 
Jacques Marchand raconte, en 2016, lors d'une entrevue radiophonique, marquant les trente ans de l'OSRAT, qu'à son retour dans la région, Charles Mignault, de Mignault Musique à Rouyn-Noranda, lui a fait don des partitions de musique conservées par son père Aimé Mignault. Ce don a suscité chez Jacques Marchand l'idée de travailler à faire renaître le projet visant à faire la promotion et la diffusion de la musique classique en Abitibi-Témiscamingue, l'orchestre symphonique régional était né,.
Il met sur pied la Société des mélomanes de l’Abitibi-Témiscamingue visant à supporter la mission de l’Orchestre symphonique régional. 
Ce dernier a aussi fondé un orchestre de chambre, l’ensemble Aiguebelle, en 1993,.
La création d’un orchestre symphonique en Abitibi-Témiscamingue constituait  un défi important puisque les 146 000 habitants sont dispersés sur un immense territoire. Aucune ville de la région ne possède un bassin de population suffisant pour soutenir à elle seule un orchestre symphonique. À sa fondation, l’OSRAT a su regrouper, dans une seule formation, les intervenants œuvrant en musique classique en Abitibi-Témiscamingue,,,,. 
L'orchestre s’est développé selon un modèle adapté aux réalités géographiques, économiques et socioculturelles de l’Abitibi-Témiscamingue. Les musiciens habitent aux quatre coins de la région et les concerts sont toujours présentés en tournée régionale. Les répétitions se font, en alternance, à Rouyn-Noranda et à Amos afin que tous les musiciens parcourent un nombre équivalent de kilomètres. Depuis ses débuts, plus de deux cent cinquante musiciens de tous les âges et de toute la région se sont investis dans l’OSRAT. Depuis, des alliances se sont créées avec des musiciens et orchestres du Nord-Est ontarien, facilitant les échanges de professionnels entre ces régions limitrophes,. 
L’Orchestre symphonique régional de l'Abitibi-Témiscamingue (OSRAT) regroupe près d’une quarantaine de musiciens. Sous la direction de Jacques Marchand, il présente de trois à quatre tournées annuelles de concerts de musique classique sur tout le territoire de l’Abitibi-Témiscamingue,,,,,,,,.
En 1996, Jacques Marchand a été chef invité pour le gala 25e anniversaire du Mary Washington College Symphonic Orchestra de Frederiksburg (Virginie). Il a créé, à cette occasion, une de ses œuvres présentée en première étasunienne : Un dimanche à Poznan.
En 1993, 1994, 1995 et 1996, en fin de stages, il dirige quatre concerts avec la Filharmonie Hradec Kralove en Tchéquie. Ces stages étaient sous la supervision des maestri Otakar Trhlik, Frantisek Vajnar et Zdenec Bilek.
En 2001, il compose, enregistre et dirige l’Orchestre symphonique national d’Estonie Le concerto pour guitare, Les quatre éléments, avec comme soliste le guitariste Rémi Boucher, originaire de l'Abitibi-Témiscamingue ainsi que le Concerto d’Aranjuez de Joaquin Rodrigo.
En 2005, Jacques Marchand fait la création musicale du spectacle en grand déploiement de la Troupe à coeur ouvert à La Sarre, Le Paradis du Nord, qui tiendra l'affiche pendant sept ans.
En 2007, avec l’Orchestre symphonique régional de l'Abitibi-Témiscamingue, il crée la première partie de la grande fresque épique L’Épopée québécoise : Jacques Cartier, composée par Edgard Davignon et le poète Jean Neuvel.
En 2012, il compose la Cantate Nordique pour chœur et orchestre. L’œuvre a été créée par l'OSRAT et le chœur symphonique sous sa direction. 
En 2017, à la demande du pianiste Alain Lefèvre, il restaure et orchestre le Concerto n°3 pour piano et orchestre d’André Mathieu. La première de cette œuvre restaurée eut lieu à Buffalo, aux États-Unis. Elle sera ensuite présentée en première canadienne en Abitibi-Témiscamingue par Alain Lefèvre et l’OSR dirigé par Jacques Marchand,.
Il fonde Boréa Musique qui édite et distribue des œuvres de compositeurs québécois, dont André Mathieu et Jacques Marchand.
L'OSR est membre du Conseil québécois de la musique.
Il est membre de : SOCAN, SODRAC, COPIBEC et compositeur agréé au Centre de musique canadienne,.

## Études musicales
- École de musique Vincent-d'Indy : Baccalauréat en piano avec Paul Loyonnet.
- Faculté de musique de l'Université McGill : Baccalauréat en composition avec Harry Freedman, Alcide Lanza et Bengt Hembreus.
- 3e année du baccalauréat en piano avec Paul Loyonnet.
- Direction chorale avec Jean-François Sénart.

## Expériences marquantes
- 1987 : fondation de l'Orchestre symphonique régional de l' Abitibi-Témiscamingue (OSRAT)[32].
- 1993 : fondation de l'Ensemble Aiguebelle[33],[34],[35].
- 1996 : chef invité pour le gala 25e anniversaire du Mary Washington College Symphonic Orchestra de Frederiksburg, Virginie. Création de la première étasunienne de Un dimanche à Poznan, de Jacques Marchand[36].
- 1993, 1994, 1995, 1996 : quatre concerts de fin de stage avec la Filharmonie Hradec Kralove, République tchèque. Stages donnés par les maestri Otakar Trhlik, Frantisek Vajnar et Zdenec Bilek.
- 2001 : enregistrement à Tallinn (Estonie) avec l'Orchestre symphonique d'Estonie, du Concerto d'Aranjuez de Joaquin Rodrigo et du Concerto pour guitare Les Quatre Éléments de Jacques Marchand, soliste : Rémi Boucher[30].
- En 2004, à la demande de la « Troupe à cœur ouvert » de La Sarre, il a composé la musique du spectacle à grand déploiement « Le Paradis du nord » sur un livret de l’auteure Danielle Trottier.
- 2012 : création de la Cantate Nordique pour chœur et orchestre de Jacques Marchand avec l’OSRAT en Abitibi-Témiscamingue[37],[38].
- 2017 : première canadienne en Abitibi-Témiscamingue du Concerto n°3 pour piano et orchestre d’André Mathieu, restauré et orchestré par Jacques Marchand sur la demande d'Alain Lefèvre et première mondiale de l'interprétation du même Concerto à Buffalo, aux États-Unis, interprétée au piano par Alain Lefèvre[39],[40],[41],[42],[43],[44],[45],[46],[47],[48].
- 2017 : création de l’œuvre Quatre jours dans la vie d’un homme avec l’Ensemble Aiguebelle en 2020.
- 2019 : spectacle Richard Desjardins symphonique, Festival des Guitares du Monde, Rouyn-Noranda[49].
- 2020 : chef invité du Timmins Symphony Orchestra pour diriger le Concerto pour cor Canadian Voyage de Jeff Christmas.
- 2020 : la version pour quatuor à cordes de son œuvre Quatre jours dans la vie d’un homme créée à Stirling-Rawdon, en Ontario, par le quatuor à cordes Madoc Quartet.

## Principaux enregistrements
- Le Paradis du Nord, CD. Trame sonore d'un spectacle à grand déploiement sur l'histoire de l'Abitibi-Témiscamingue[50],[51],[52].
- Les Quatre éléments de J. Marchand et le Concerto d'Aranjuez de J. Rodrigo, soliste : Rémi Boucher, direction d'orchestre : Jacques Marchand, Orchestre symphonique national d'Estonie, Disques Eclecta ECCD-2055.
- Jacques Marchand, compositeur, piano : Jacques Marchand, artistes invités : Ensemble Sarabande, cassette RSB4 139.
- Les sept péchés capitaux de Kurt Weill, orchestration, direction, piano et production musicale : Jacques Marchand, disque KD 977[53].
- Concerto n°3 pour piano et orchestre d’André Mathieu, soliste : Alain Lefèvre, direction d’orchestre : Joan Felletta, Buffalo Philharmonic Orchestra, étiquette Analekta. Orchestration et révision de l’enregistrement par Jacques Marchand[54].

## Publications sélectionnées
- Les Quatre éléments, concerto pour guitare et orchestre en quatre mouvements : La Terre, L'eau, L'Air et le Feu, de Jacques Marchand, Les Productions D'Oz 2000 Inc[55].
- Concerto pour Clarinette et orchestre à cordes de Jacques Marchand, Édition Boréa Musique[56],[30].
- Concerto n°3 pour piano et orchestre de André Mathieu, Édition Boréa Musique.
- Quatre jours dans la vie d’un homme de Jacques Marchand, Édition Boréa Musique.
- Poème symphonique No 1 : Un dimanche à Poznań de Jacques Marchand, Édition Boréa Musique[57].

## Principales réalisations à l'étranger
- Nearer the stars (synopsis et musique), ballet créé à Denver, Colorado, le 18 février 1982, par le Colorado Ballet Company, d'après une chorégraphie de Fernand Nault.
- Les Quatre éléments, Première européenne jouée à Gdansk (Pologne), au concert inaugural du 11e Festival international de guitare, soliste : Rémi Boucher, direction d'orchestre : Czeslaw Grabowski.
- Un dimanche à Poznan, Première européenne jouée à Walbzych (Pologne) par le Filharmonia Sudecka direction d'orchestre : James E. Baker.
- Un dimanche à Poznan, Première étasunienne, chef invité pour le gala 25e anniversaire du Mary Washington College Symphonic Orchestra de Frederiksburg, Virginie.
- Concerto n°3 pour piano et orchestre (André Mathieu), Première mondiale du concerto restauré et de la nouvelle orchestration de Jacques Marchand. Soliste : Alain Lefèvre, direction Joan Felletta, Buffalo Philharmonic Orchestra[58],[54],[59].
- Diverses pièces jouées en Italie, en Autriche, en Russie, au Mexique et en Estonie.

## Enseignement
Cours d'histoire musicale «Lecture de l'œuvre musicale», Université du Québec en Abitibi-Témiscamingue.
Ateliers musicaux, Éducation des adultes, Cégep de l'Abitibi-Témiscamingue.
Cours de musique d'ensemble et improvisation, Éducation des adultes, Cégep de l'Abitibi-Témiscamingue.
Enseignement du piano, Centre musical En sol mineur de Rouyn-Noranda.

## Pianiste accompagnateur
Il sera pianiste-accompagnateur et directeur musical de Pauline Julien, de 1972 à 1980,.

## Bourses, prix et autres
Bourse du Conseil des Arts du Canada.
Bourses du Conseil des Arts et des Lettres du Québec (CALQ).
Prix à la création artistique en région, Conseil des Arts et des Lettres du Québec (2002).
Extra de l'Excellence de la Chambre de commerce de Rouyn-Noranda (1993).
Prix Essor 2002 pour l'œuvre Dorie en collaboration avec les commissions scolaires d'Abitibi-Témiscamingue et de la Baie-James
Prix « Culturel » de la Société nationale des Québécois de l'Abitibi-Témiscamingue et du Nord-du-Québec (2004).
Membre à vie du Conseil de la Culture d'Abitibi-Témiscamingue.
Président d'honneur du 2e Festival des guitares du monde en Abitibi-Témiscamingue (2006).
Membre du jury pour le Conseil des Arts et des Lettres du Québec (CALQ).
Programme de bourses aux artistes professionnels au niveau national en musique classique, type B (recherche et création, commandes d'œuvres, perfectionnement) (CALQ, mai 2003).
Fonds consacré aux arts en Abitibi-Témiscamingue.
A été membre du Comité culturel permanent de la Ville de Rouyn-Noranda.
Citoyen Émérite du Canada (2007).
Médaille de l’Assemblée nationale du Québec (2012).
Médaille du jubilé de diamant de la Reine Élisabeth II (remise le 18 janvier 2013 à Rouyn-Noranda).
Prix créateur de l’année en Abitibi-Témiscamingue, Conseil des Arts et des Lettres du Québec (2018),,.